# Hallonbergen (metrostation)
Hallonbergen is een station van de Stockholmse metro, gelegen op in de wijk Hallonbergen in de gemeente Sundbyberg, dat is geopend op 31 augustus 1975. Het station ligt aan de blauwe route aan de huidige lijn T11 tussen Näckrosen en Kista op 8,9 kilometer van het huidige oostelijke eindpunt, Kungsträdgården.

## Geschiedenis
In 1965 werd een uitbreidingsplan voor de metro voorgesteld. Hierin was voorzien in een verlenging van de bestaande, groene en rode, routes buiten de gemeentegrenzen van Stockholm en een geheel nieuwe route, de blauwe, tussen noordwest en zuidoost via T-Centralen. In dit plan kreeg het station langs de nordvästrabanan de werknaam Ör, naar het iets oostelijk van Hallonbergen gelegen dorp.

## Aanleg
Als eerste deel van de blauwe route werd de nordvästrabanan tussen T-Centralen en Hjulsta gebouwd. Dit initiële traject liep niet via de huidige T10 maar via Hallonbergen en Rinkeby naar het noordwesten. Om het tot Stockholm behorende Hjusta te bereiken liep het tracé onder de gemeenten Solna en Sundbyberg door. Het station is gebouwd in een kunstmatige grot op 28 meter onder de nieuwbouwwijk Hallonbergen, die tussen 1969 en 1973 werd gebouwd.

## Splitsing
In 1975 kende de blauwe route slechts één lijn van T-Centralen naar Hjulsta. De reizigersdienst reed toen ten noorden van Hallonbergen via het depot van Rissne naar Rinkeby en verder naar Hjulsta. Op 5 juni 1977 werd Hallonbergen een splitsingsstation toen de zijlijn naar Akalla in gebruik genomen werd. De treinen richting Akalla worden sindsdien afgehandeld aan het zijperron terwijl het eilandperron de treinen richting Hjulsta en T-centralen, vanaf 30 oktober 1977 Kungsträdgården, afhandelde.

## T11
Op 19 augustus 1985 werd een eigen tunnel voor lijn T10 tussen Västra skogen en Rinkeby geopend. Hiermee was ook, het al in 1965 geplande, traject voor de T10 gerealiseerd en was Hallonbergen niet langer de noordelijke splitsing van de blauwe route. De sporen die eerst voor de normale dienst naar Hjulsta werden gebruikt dienen nu nog alleen voor de verbinding van lijn T11 met het depot van de blauwe route tussen de stations Hallonbergen en Rinkeby. In het station wordt het middelste spoor gebruikt voor de treinen van en naar het depot terwijl de buitenste twee de normale dienst afhandelen.

## Station
Het station is opgesierd met kunstwerken van Elis Eriksson (1975) en Gosta Wallmark (1982). Deze kunst bestaat uit kindertekeningen die op de, wit gespoten, wanden van de kunstmatige grot zijn aangebracht en verschillende metaalsculpturen. Het station kent slechts één toegangshal en de gemeente heeft in een wijziging van het bestemmingsplan een tweede ingang in Ör voorgesteld. Op het perron bevindt zich ook een cabine voor rangeerders

## Galerij

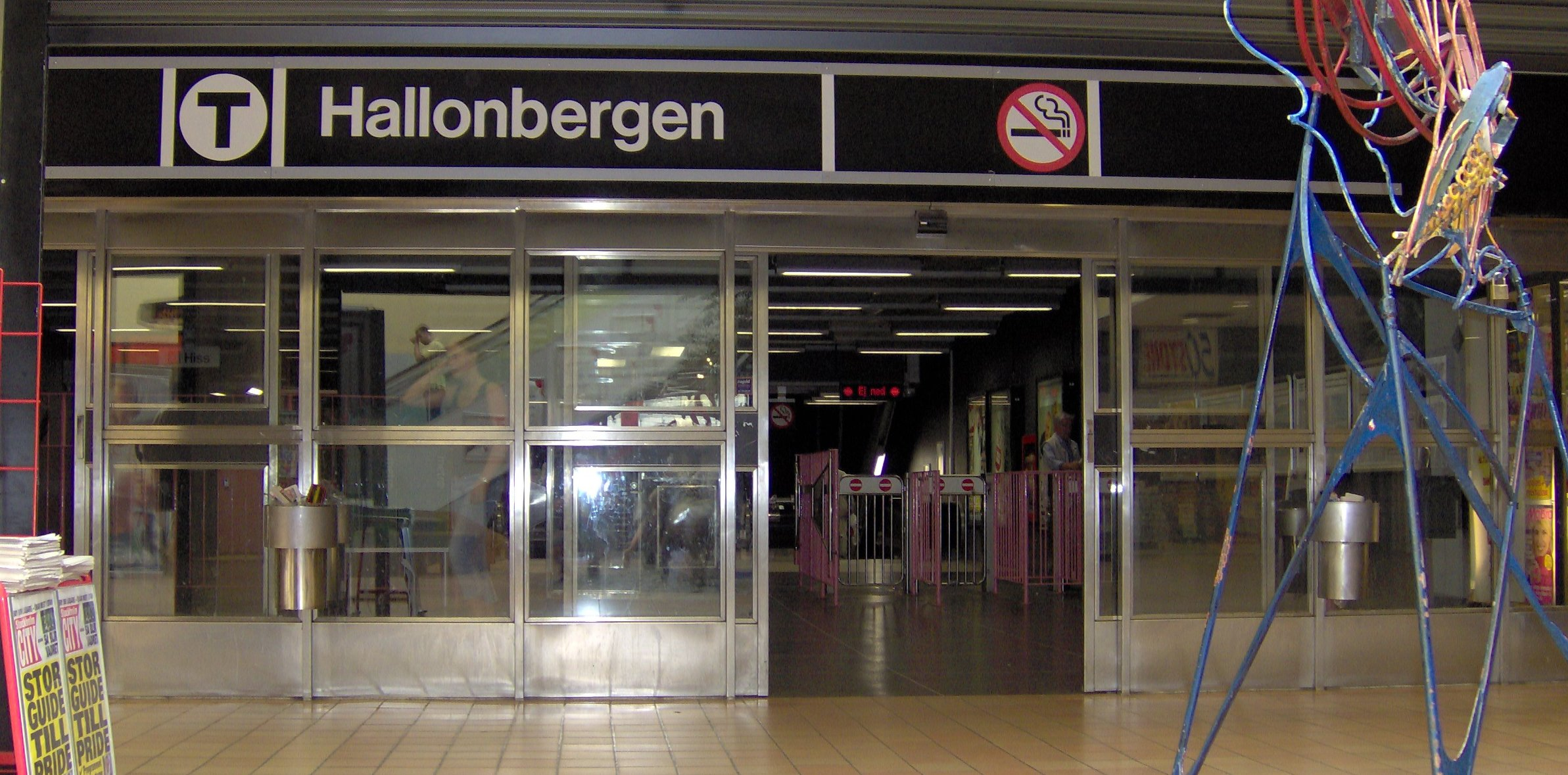
De enige ingang van het station
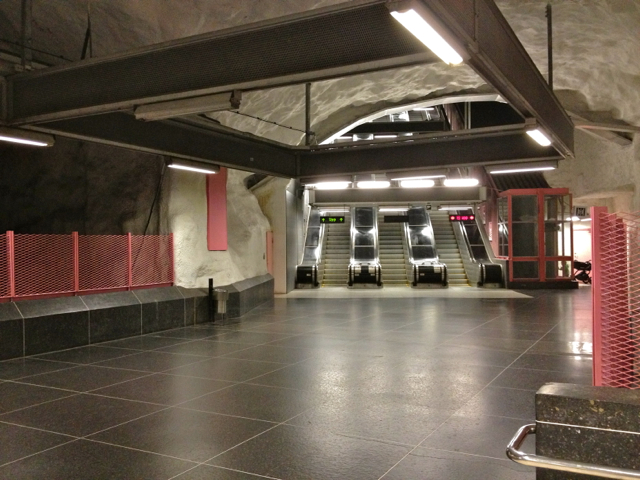
De onderkant van de roltrappen op tussenverdieping boven de perrons
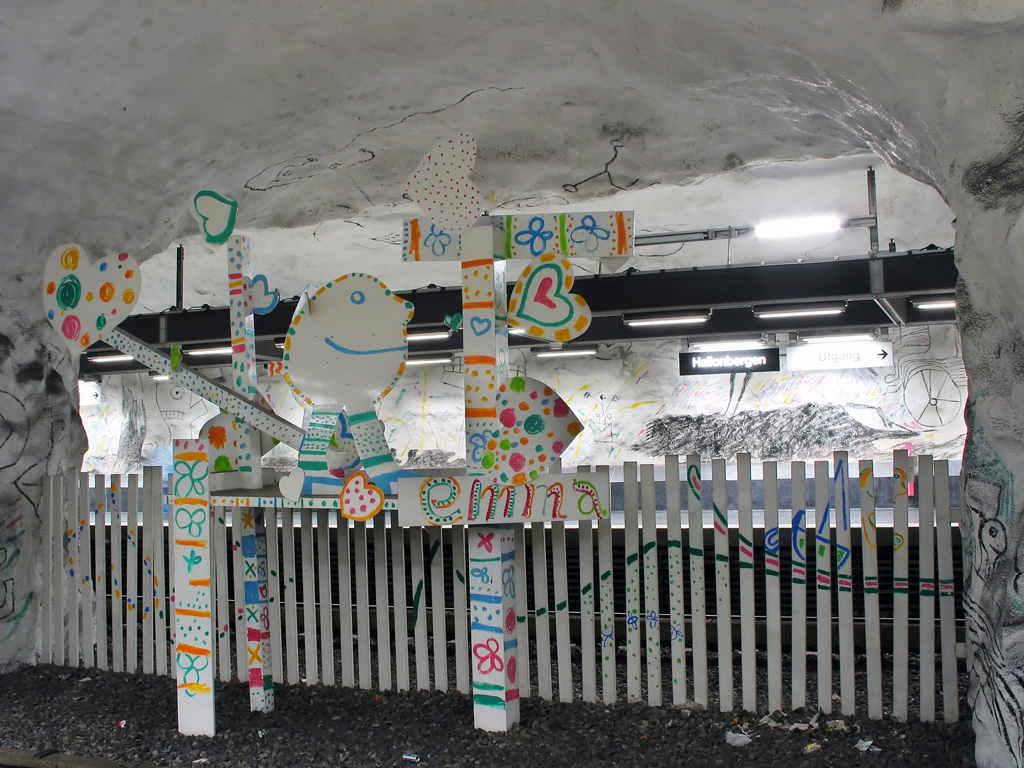
Kindertekeningen in de doorkijk tussen de sporen

(Barkarby) ·
(Barkarbystaden)·
Akalla ·
Husby ·
Kista · 
(Kymlinge) · 
Hallonbergen · 
Näckrosen ·
Solna centrum · 
Västra skogen · 
Stadshagen ·
Fridhemsplan · 
Rådhuset ·
T-Centralen ·
Kungsträdgården · 
(Sofia) ·
(Gullmarsplan)·  
(Slakthuset) ·
(Sockenplan) ·
(Svedmyra) ·
(Stureby) ·
(Bandhagen) ·
(Högdalen) ·
(Rågsved) ·
(Hagsätra) ·
(Älvsjö)